# Досточтимый
Досточтимый  (лат. venerabilis) — в католицизме, слуга Божий, процесс беатификации  которого был официально одобрен Святым Престолом путём издания особого папского декрета, провозглашающего, что данный слуга Божий обладал героическими добродетелями. Церковное почитание досточтимого до окончания момента беатификации не разрешается, однако дозволяется его индивидуальное почитание.